# ژوکوویتسه (استان اشوی‌داشکسیه)
ژوکوویتسه (به لهستانی: Żukowice) یک منطقهٔ مسکونی در لهستان است که در گمینا نوو کورچن واقع شده‌است. ژوکوویتسه ۸۱ نفر جمعیت دارد.